# Salakati
Salakati é uma vila no distrito de Kokrajhar, no estado indiano de Assam.

## Demografia
Segundo o censo de 2001, Salakati tinha uma população de 6772 habitantes. Os indivíduos do sexo masculino constituem 55% da população e os do sexo feminino 45%. Salakati tem uma taxa de literacia de 66%, superior à média nacional de 59,5%: a literacia no sexo masculino é de 74% e no sexo feminino é de 56%. Em Salakati, 13% da população está abaixo dos 6 anos de idade.